# Venustiano Carranza, Papantla
Venustiano Carranza är en ort i Mexiko.   Den ligger i kommunen Papantla och delstaten Veracruz, i den sydöstra delen av landet, 220 km nordost om huvudstaden Mexico City. Venustiano Carranza ligger 106 meter över havet och antalet invånare är 191.
Terrängen runt Venustiano Carranza är platt åt nordväst, men åt sydost är den kuperad. Runt Venustiano Carranza är det ganska tätbefolkat, med 179 invånare per kvadratkilometer. Närmaste större samhälle är Poza Rica de Hidalgo, 20,0 km väster om Venustiano Carranza. Trakten runt Venustiano Carranza består till största delen av jordbruksmark.